# Knut Faldbakken

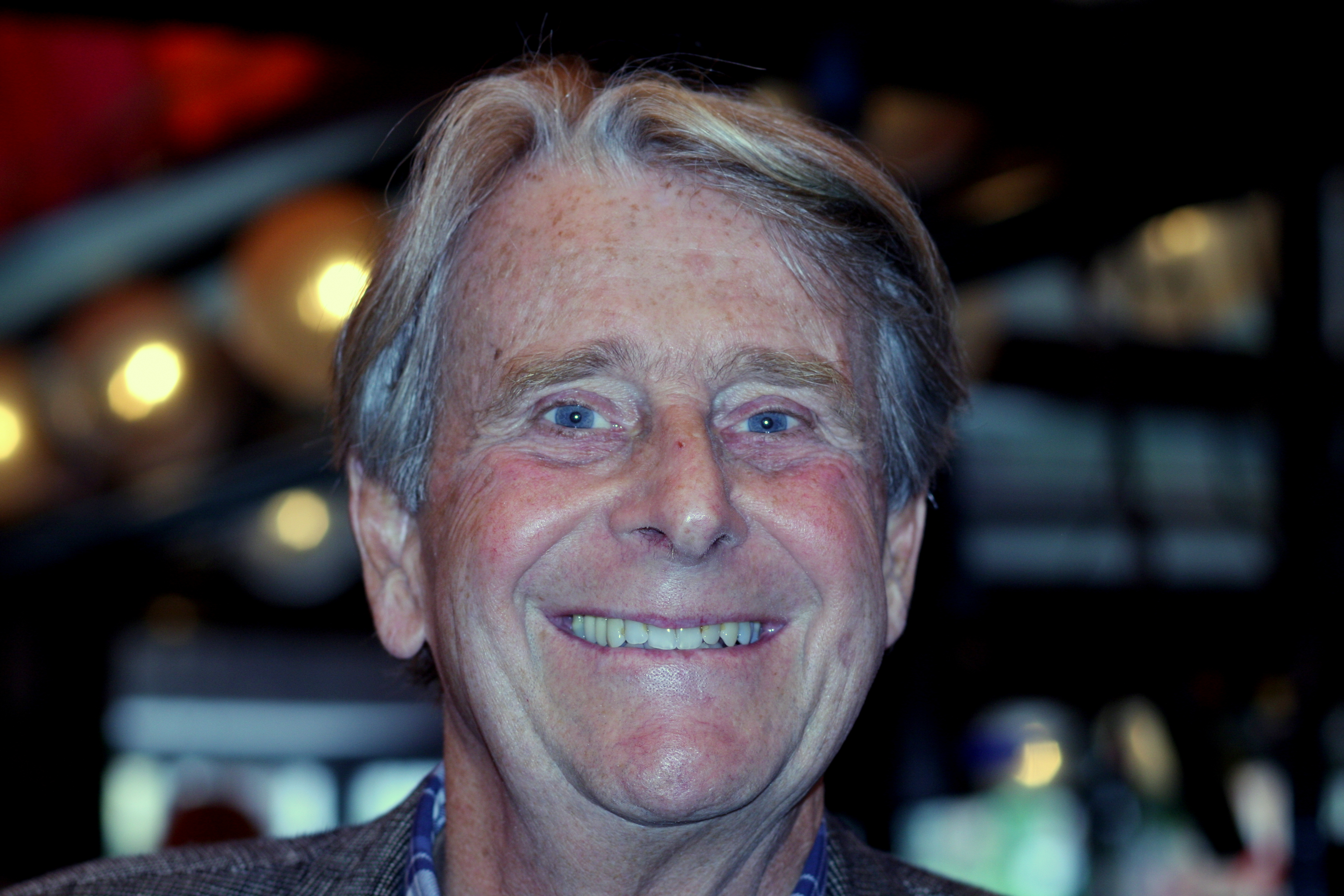
Knut Faldbakken 2011

Knut Faldbakken (* 31. August 1941 in Oslo) ist ein norwegischer Schriftsteller.
Er studierte Psychologie und arbeitete als Journalist. Er lebte längere Zeit in Paris und hielt sich immer wieder einige Zeit in anderen europäischen Ländern auf (England, Spanien, Dänemark, Jugoslawien). Von 1975 bis 1980 war er Herausgeber der Literaturzeitschrift „Vinduet“.
Knut Faldbakken ist der Vater des Künstlers Matias Faldbakken.

## Bibliographie
- Nattefrost (Kriminalroman) 2006
- Grensen (Kriminalroman) 2005
- Baldemar. En fortreffelig bjørn! (Kinderbuch) 2005
- Turneren (Kriminalroman) 2004
- Alle elsker en hodeløs kvinne (Kriminalroman) 2002
- Frøken Snehvit (Roman) 2000
- Alt hva hjertet begjærer (Roman) 1999
- Eksil (Roman) 1997
- Når jeg ser deg (Roman) 1996
- Tør du være kreativ (Essays) 1994
- Ormens år (Roman) 1993
- Til verdens ende (Roman) 1991
- Evig din (Roman) 1990
- Bad boy (Roman) 1988
- Livet med Marilyn (Schauspiel) 1987
- Glahn (Roman) 1985 (dt.: Pan in Oslo, München 1987[1])
- Bryllupsreisen (Roman) 1982
- To skuespill (Schauspiel) 1981
- E 18 (Roman) 1980
- Adams dagbok (Roman) 1978
- Tyren og jomfruen (Schauspiel)1976
- Sweetwater (Uår) (Roman) 1976 (dt. Unjahre, München 1983[2])
- Aftenlandet (Roman) 1974
- Insektsommer (Roman) 1972
- Maude danser (Roman) 1971 (dt: Jungferntanz, 1991)
- Eventyr (Novellen) 1970
- Sin mors hus (Roman) 1969
- Den grå regnbuen (Roman) 1967